# Novosilka, Holovanivsk
Novosilka (în ucraineană Новосілка) este un sat în comuna Rozkișne din raionul Holovanivsk, regiunea Kirovohrad, Ucraina.

## Demografie
Componența lingvistică a localității Novosilka
     Ucraineană (98,43%)
     Română (1,04%)
     Alte limbi (0,35%)
Conform recensământului din 2001, majoritatea populației localității Novosilka era vorbitoare de ucraineană (98,43%), existând în minoritate și vorbitori de română (1,04%).